# HD 164922 c
إتش دي 164922 سي (بالإنجليزية: HD 164922 c)‏ الذي يرمز له بالرمز HD 164922c، هو كوكب خارج المجموعة الشمسية، في كوكبة الجاثي، يتبع HD 164922 ‏.

## الاكتشاف
اكتشف في 2016، وكانت طريقة الاكتشاف دوبلر الطيفي.